# Конрад (Монтана)
Конрад (енгл. Conrad) град је у америчкој савезној држави Монтана.

## Демографија
По попису из 2010. године број становника је 2.570, што је 183 (-6,6%) становника мање него 2000. године.
| Група             | 2000.         | 2010.         |
| Белци             | 2.620 (95,2%) | 2.427 (94,4%) |
| Афроамериканци    | 3 (0,1%)      | 6 (0,2%)      |
| Азијати           | 5 (0,2%)      | 7 (0,3%)      |
| Хиспаноамериканци | 26 (0,9%)     | 39 (1,5%)     |
| Укупно            | 2.753         | 2.570         |